# حاج سید محمد حسن ثقةالاسلام
سیدمحمدحسن ثقةالاسلام  از واعظان شیرازی بود، که در دوره نخست بعنوان نماینده شیراز در مجلس شورای ملی حضور داشت.